# Celtics de New York
Maillots
Les Celtics de New York (en anglais : New York Celtics), aussi connus sous le nom d'Original Celtics, étaient une équipe américaine de basket-ball. Basée à Brooklyn et à New York, elle a appartenu à plusieurs ligues dont l'American Basketball League, avant de disparaître le 10 décembre 1929. L'équipe n'a pas de lien direct avec les Celtics de Boston.

## Historique

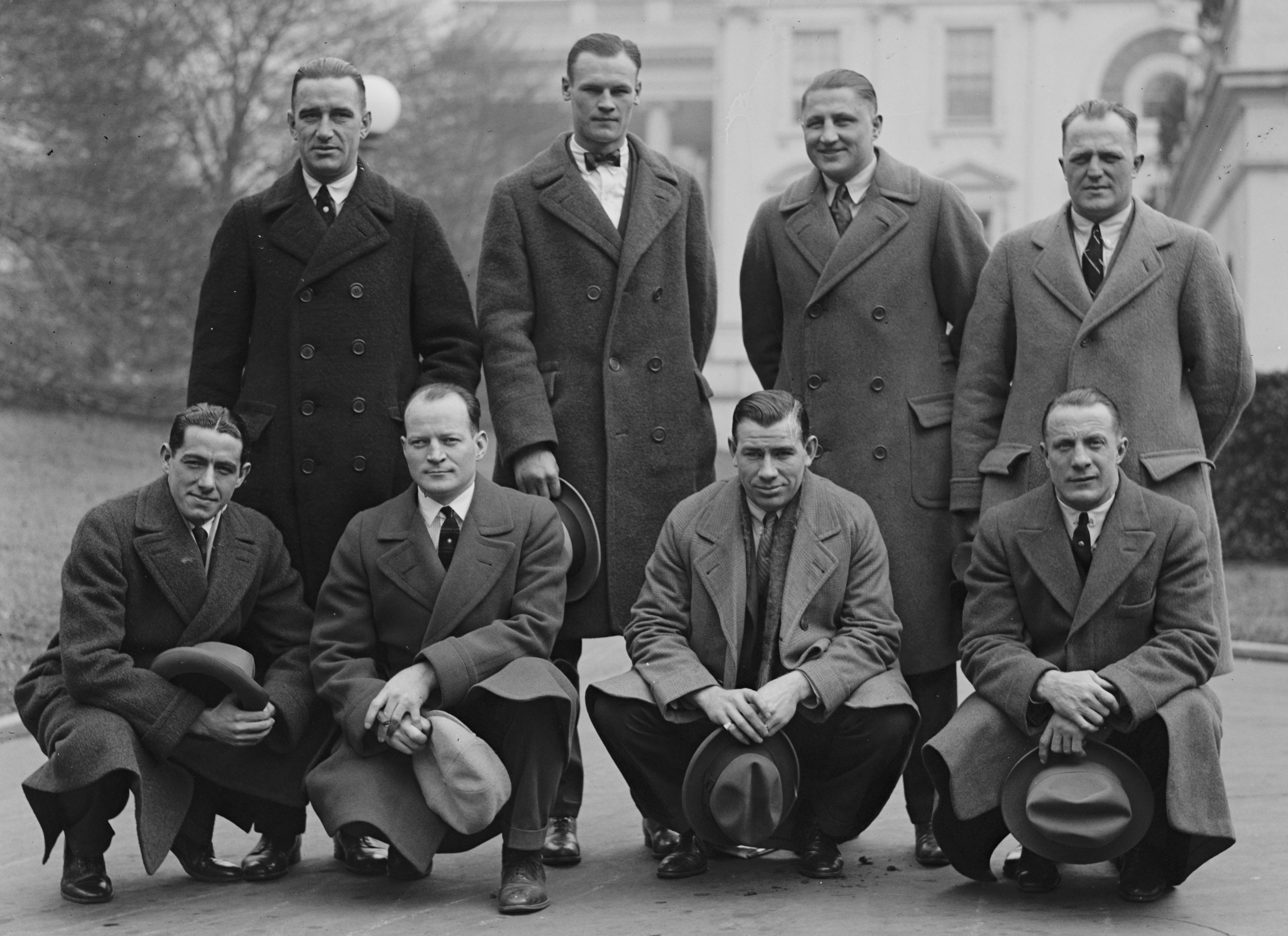
L'équipe de 1925.

L'équipe est née durant la Première Guerre mondiale. En 1918, James Furey créé son équipe avec pour motive de le faire autour d'un noyau d'Irlandais d'origine et d'autres joueurs du West Side de New York, et appelle donc son équipe les Original Celtics. L'équipe débute dans plusieurs ligues, avant de commencer des tournées pour multiplier les matchs à travers différents pays. Ils remportent 193 matchs pour 11 défaites lors de la saison 1922-1923, soit environ 90 % de victoires.
En 1926, l'American Basketball League, développée par l'entrepreneur George Preston Marshall arrive à forcer les Celtics à rejoindre sa ligue, en empêchant les équipes de l'ABL de disputer des matchs contre eux. La réponse des Celtics se passa sur le terrain, et leur domination fut si grande dans les 2 premières saisons que la ligue dut les suspendre, les forçant même à transférer leurs joueurs vers les autres équipes. Cette stratégie ne fut pas très bonne puisque les salles se sont vidées et que l'ABL dut suspendre ses activités après la saison 1930-1931. Néanmoins les matchs reprirent en 1933.
Les Celtics, après avoir joué en Eastern Basketball League puis en Metropolitan Basketball League, ont donc disparu le 10 décembre 1929 alors qu'ils évoluaient en American Basketball League.
La National Basketball Association honorera cette équipe en l'accueillant en 1959 dans son NBA Basketball Hall of Fame.

## Joueurs célèbres ou marquants
- John Beckman (en)
- Dutch Dehnert (en)
- Nat Holman (en)
- Joe Lapchick

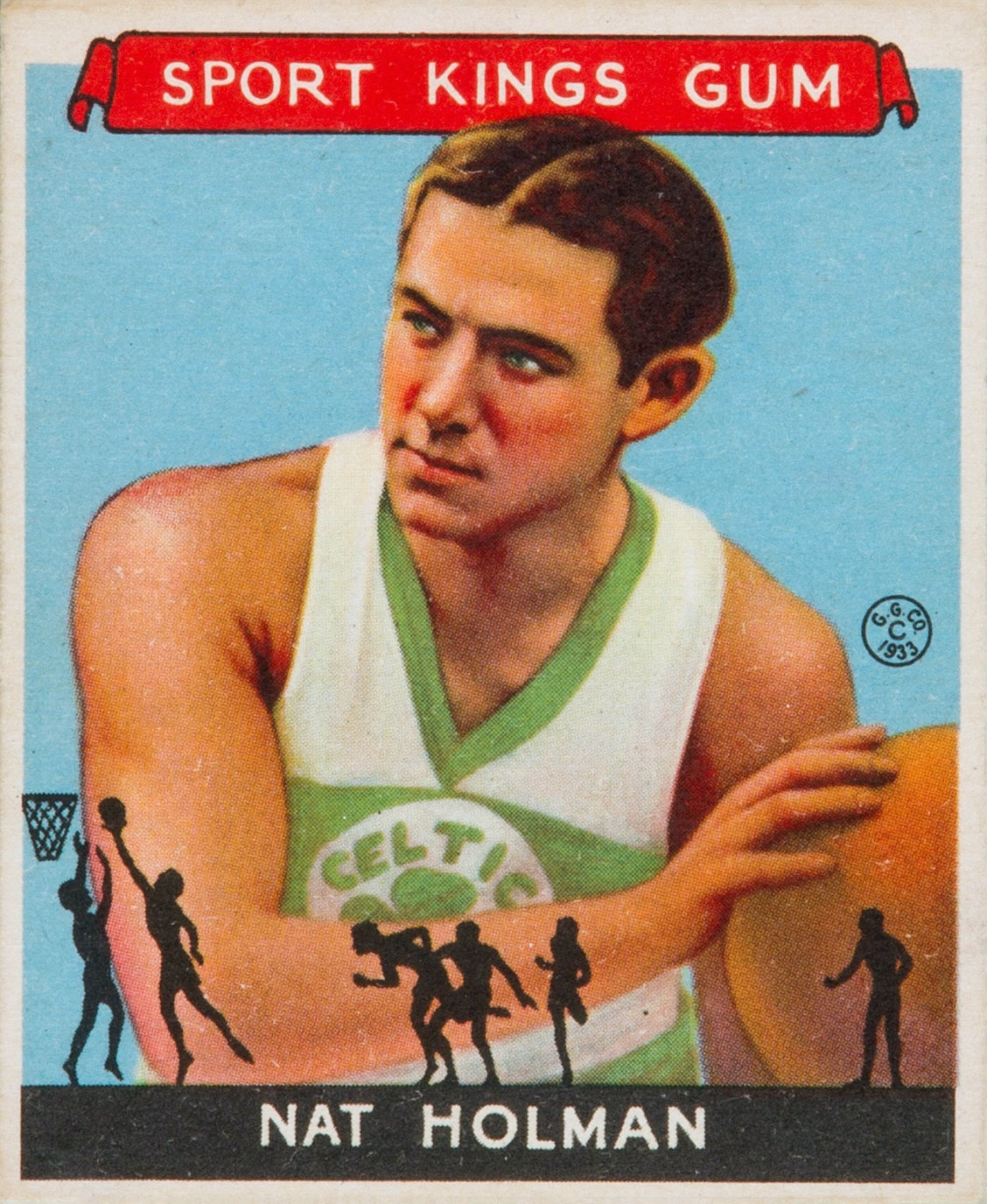
Nat Holman (en), meneur des Original Celtics de 1921 à 1928
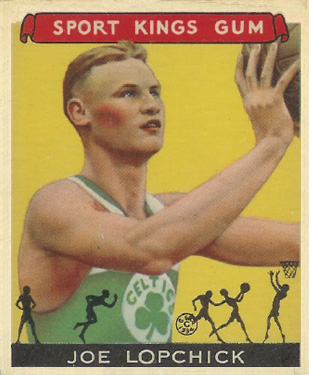
Joe Lapchick, pivot des Original Celtics de 1923 à 1928

## Palmarès
| Saison  | Ligue | Saison régulière                 | Playoffs  |
| ------- | ----- | -------------------------------- | --------- |
| 1921-22 | EBL   | 1er (2e partie)                  | Champions |
| 1922-23 | MBL   | N/A                              | N/A       |
| 1926-27 | ABL   | 4e (1re partie); 1er (2e partie) | Champions |
| 1927-28 | ABL   | 1er (Est)                        | Champions |
| 1929-30 | ABL   | N/A                              | N/A       |